# Hometogo
Hometogo (Eigenschreibweise: HomeToGo) ist ein in Berlin ansässiges Unternehmen, das einen SaaS-gestützten Marktplatz für Ferienunterkünfte betreibt. Die 2014 gegründete Plattform bündelt Angebote verschiedener Anbieter und bietet über Partnerschaften mit 60.000 Anbietern 15 Millionen Unterkünfte an. HomeToGo betreibt Webseiten in 25 Ländern in Europa, Nordamerika, Südamerika, Australien und im asiatisch-pazifischen Raum.

## Geschichte
HomeToGo wurde 2014 in Berlin von Patrick Andrae, Wolfgang Heigl und Nils Regge gegründet. Heigl hatte zuvor die Flugsuchmaschine Swoodoo gegründet, die später von Kayak übernommen wurde, während Regge Casamundo gründete, ein Unternehmen für Ferienvermietungen, das ebenfalls von HomeToGo übernommen wurde. Der anfängliche Schwerpunkt des Unternehmens lag auf dem Aufbau einer groß angelegten Suchplattform für Ferienvermietungen durch die Zusammenführung von Angeboten verschiedener Anbieter.
Im Jahr 2018 tätigte Hometogo eine Reihe von Akquisitionen, darunter die Ferienhausportale Wimdu und Casamundo sowie später tripping.com, eine in den USA ansässige Suchmaschine für Ferienwohnungen. Das Unternehmen erwarb auch Agriturismo.it und CaseVacanza.it in Italien sowie EscapadaRural in Spanien.
Im September 2021 ging das Unternehmen über den Börsenmantel Lakestar SPAC I an die Frankfurter Wertpapierbörse. Durch die Notierung wurde HomeToGo mit 1,2 Milliarden Euro bewertet und es wurden rund 250 Millionen Euro an neuem Kapital generiert. Im Jahr 2021 übernahm HomeToGo den SaaS-Anbieter Smoobu.
Im Jahr 2022 erweiterte Hometogo seine Geschäftstätigkeit in Frankreich durch die Übernahme des Geschäftsbereichs für Ferienvermietungen der Groupe Seloger, zu dem Marken wie AMIVAC gehören. Außerdem wurden e-domizil und atraveo sowie der Reisetechnologieanbieter SECRA übernommen.
Im Jahr 2023 brachte das Unternehmen seinen KI-gestützten Reiseplaner AI Mode auf den Markt, der mithilfe generativer KI personalisierte Empfehlungen für Ferienwohnungen anbietet. Nach der Einführung einer Beta-Version des Chatbots AI Sunny veröffentlichte Hometogo im Jahr 2024 Pläne zur Entwicklung eines Reiseassistenten mit künstlicher Intelligenz – Super AI Sunny – als Teil seiner Vision, ein vollständig KI-gesteuerter Marktplatz zu werden.

## Unternehmensstruktur

### Übernahmen
2018 erwarb Hometogo die Assets des Ferienhausportals Wimdu, die Casamundo GmbH und übernahm Feries, zu dem die Marken CaseVacanza.it und Agriturismo.it zählen. Im Dezember 2018 übernahm Hometogo auch den früheren US-Konkurrenten Tripping.com zu einem unbekannten Preis und 2019 die spanische Plattform EscapadaRural. 2021 übernahm Hometogo das Travel-Startup Mapify. 2022 akquirierte Hometogo AMIVAC von der französischen SeLoger-Gruppe. Ebenfalls 2022 übernahm Hometogo Ende März die e-domizil GmbH von der e-vacation Group Holding GmbH.
Im Jahr 2024 erwarb HomeToGo eine 51-prozentige Mehrheitsbeteiligung an KMW Reisen und Super Urlaub, einschließlich der Marken Kurz Mal Weg und Kurzurlaub, die auf thematische Kurzreisepakete spezialisiert sind.
Im Februar 2025 wurde der Kauf von Interhome bekannt, unter dem Vorbehalt der Freigabe durch die zuständigen Behörden.

## Produkt
Auf den Webseiten und in den Apps des Unternehmens können Anwender über 15 Millionen Ferienhausangebote von mehr als 60.000 verschiedenen Anbietern nach verschiedenen Suchkriterien wie dem Reiseziel, dem Reisezeitraum, Preis oder Ausstattungsmerkmalen durchsuchen. Die ausgewählte Unterkunft kann in vielen Fällen direkt über hometogo gebucht werden.
Ferienhaus-Anbieter und Drittunternehmen haben die Möglichkeit, ihre Ferienhäuser und -wohnungen über hometogo zu vermarkten, während hometogo als Vermittler agiert. Für Buchungen oder generierten Traffic erhält hometogo eine marktabhängige Provision.
Nach eigenen Angaben generiert Hometogo weiteren Umsatz durch Abonnements & Services hauptsächlich durch die Akquirierung des SaaS Unternehmens Smoobu.
Seit März 2021 bietet hometogo seinen Agenturen und Ferienwohnungs-Eigentümer Partnern ein Software as a Service (SaaS)-Produkt an, das ihnen eine zentrale Verwaltung und Koordinierung der Ferienhäuser über mehrere Ferienhausportale hinweg ermöglicht.
Hometogo betreibt Webseiten in 25 Märkten und stellt Apps für Android und IOS zur Verfügung.